# Diastella myrtifolia
Diastella myrtifolia là một loài thực vật có hoa trong họ Quắn hoa. Loài này được (Thunb.) Salisb. ex Knight miêu tả khoa học đầu tiên năm 1809.